# タンタンの冒険/ユニコーン号の秘密
『タンタンの冒険/ユニコーン号の秘密』（タンタンのぼうけん ユニコーンごうのひみつ、原題：The Adventures of Tintin: The Secret of the Unicorn）は、2011年公開のモーションキャプチャを用いたアドベンチャー映画である。ベルギーの漫画家・新聞記者エルジェによるバンド・デシネ作品『タンタンの冒険』シリーズのうち、『なぞのユニコーン号』、『レッド・ラッカムの宝』、『金のはさみのカニ』を原作としている。スティーヴン・スピルバーグとピーター・ジャクソンによる共同製作であり、監督はスピルバーグである。また、同監督による初の3D映画である。

## あらすじ
少年記者タンタンと愛犬スノーウィは、ある日ノミの市で古い帆船ユニコーン号の模型を見つける。タンタンがそれを購入した直後、ある男からは「その船に関わってはいけない」と、もう一人の男サッカリンからは買い取らせて欲しいとせがまれる。タンタンはユニコーン号に何か秘密があると睨み図書館で調べたところ、それはかつて海賊に襲撃され、積んでいた財宝と共に消えた軍艦だったことがわかる。
タンタンが自宅に戻ると模型は消えており、怪しかったサッカリンを探るため彼が居るムーランサール城へと忍び込んだ。案の定そこにはユニコーン号の模型があったが、盗まれる前にスノーウィが壊したはずの痕跡が無いために別の模型であることが分かる。タンタンが再度自宅に戻ると部屋が荒らされており、そして先ほど模型を置いた棚の裏側から金属ケースに入った謎の羊皮紙を見つける。
羊皮紙が目当ての物だと気付くが、紙を収めた財布はスリに盗まれ、直後にタンタンはサッカリン一味に誘拐されて貨物船カラブジャン号に乗せられてしまう。羊皮紙を得るためならタンタンを殺しかねない一味から何とか逃れ、同じく囚われの身だったカラブジャン号の船長ハドックと出会い共に脱出する。
こうしてタンタンはユニコーン号の財宝を巡る争いと、その船長であったフランソワ・アドックの因縁に巻き込まれてゆく。

## 登場キャラクター

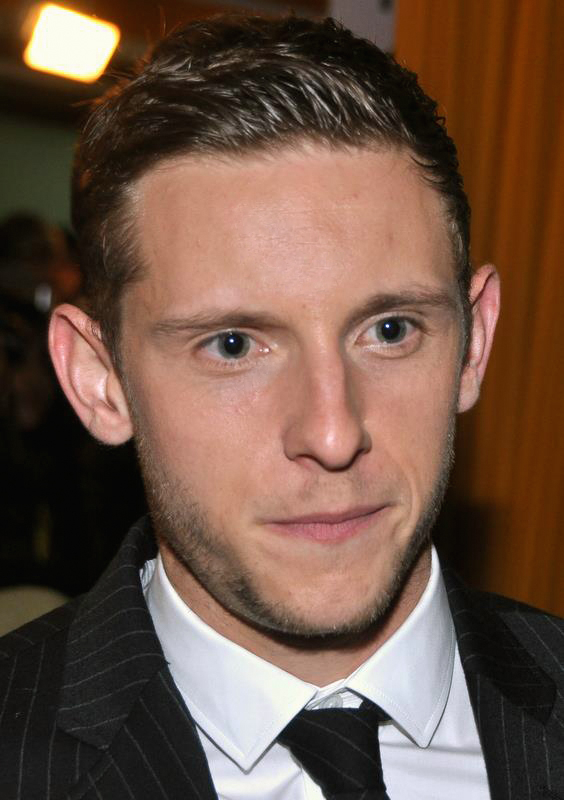
タンタン役のジェイミー・ベル

タンタン（Tintin）
本作の主人公。世界を股に活躍する少年ルポライター。タンタン役には元々トーマス・サングスターが予定されていたが撮影開始の遅れに伴い降板し、ジャクソンによるリメイク版『キング・コング』でジミー役を演じていたベルが選ばれた。
アーチボルド・ハドック船長（Captain Archibald Haddock）
タンタンの相棒である大酒飲みのカラブジャン号の船長。演じるサーキスはジャクソン監督の『ロード・オブ・ザ・リング』のゴラム役や『キング・コング』のコング役での演技により「モーションキャプチャー俳優」の異名を持つ。また『キング・コング』ではベンチャー号のコック役も素顔で演じている。ハドックの他に、回想シーンで登場する先祖のフランシス・アドック卿も演じる（「アドック」は「ハドック」のフランス語読み）。
イワン・イワノヴィッチ・サッカリン（Ivan Ivanovitch Sakharine）
ユニコーン号の秘密を巡ってタンタンと争う人物。アメリカ人。表向きは模型収集家の富豪。
演じるクレイグは『ミュンヘン』でスピルバーグ作品への出演経験があり、また『Infamous』でトビー・ジョーンズと、『ディファイアンス』でジェイミー・ベルと共演している。なお作中で「砂糖みたいな名前だ」と言われるのは同名の人工甘味料に由来する。
デュポン（英語名：トンプソン（Thompson））
インターポールの刑事。血の繋がりはないが瓜二つのデュボンとコンビを組んで捜査をしている。デュボンとの容姿の相違点は、口髭両端の向き（左右どちらも上に跳ねあがっている）。演じるペッグは出演映画『セレブ・ウォーズ 〜ニューヨークの恋に勝つルール〜』の完成後、スピルバーグに撮影現場に招かれ直々にオファーを受けた。スピルバーグが制作総指揮を務めた『バンド・オブ・ブラザース』にも出演経験がある。アンディ・サーキスとはジョン・ランディス監督作『Burke and Hare』で共演している。
デュボン（英語名：トムソン（Thomson））
インターポールの刑事。外見上デュポンとほとんど区別がつかない。デュポンとの容姿の相違点は、同じく口髭両端の向き（左右どちらも下に垂れ下っている）。演じるフロストはデュポン役のサイモン・ペッグ、脚本のエドガー・ライト、ジョー・コーニッシュらとは『ショーン・オブ・ザ・デッド』や『ホット・ファズ』など長年の仲である。
ネストル（Nestor）
ムーランサール城の執事。城を購入したサッカリンに仕えているが、給料はもらっていない。
アリスティデス・シルク（Aristides Silk）
一見 高貴な身なりをした紳士的な男性だが、正体はスリ。タンタンの財布を擦ったがデュポン、デュボンに逮捕される。

## キャスト
| 役名                                  | 俳優                   | 日本語吹替 |
| ------------------------------------- | ---------------------- | ---------- |
| タンタン                              | ジェイミー・ベル       | 浪川大輔   |
| ハドック船長 フランソワ・ド・アドック | アンディ・サーキス     | チョー     |
| サッカリン レッド・ラッカム           | ダニエル・クレイグ     | 森田順平   |
| デュポン                              | サイモン・ペッグ       | 大川透     |
| デュボン                              | ニック・フロスト       | 浦山迅     |
| アリスティデス・シルク                | トビー・ジョーンズ     | 小形満     |
| デラクール中尉                        | トニー・カラン         | 水野龍司   |
| バーナビー                            | ジョー・スター         | 北川勝博   |
| クラブツリー                          | エン・リーテル         | 多田野曜平 |
| ビアンカ                              | キム・ステンゲル       | 堀越真己   |
| オマル・ベン・サラード                | ガッド・エルマレ       | 岩崎ひろし |
| トム                                  | マッケンジー・クルック | 大滝寛     |
| アラン                                | ダニエル・メイズ       | 仲野裕     |
| パイロット                            | ケイリー・エルウィス   | 村治学     |
| 共同パイロット                        | フィリップ・リス       |            |
| ユニコーン号の船員                    | ロン・ボッティータ     |            |
| 似顔絵描き                            | ネイサン・マイスター   | 木下浩之   |
| ネストル                              | エン・リーテル         | 福田信昭   |
| 配達人                                |                        | 伝坂勉     |
| 船員                                  |                        | 酒井敬幸   |
| 船員                                  |                        | 鈴木琢磨   |
| 船員                                  |                        | 秋吉徹     |

## 製作

### 企画
1981年、スティーヴン・スピルバーグは監督作『レイダース/失われたアーク《聖櫃》 』が原作『タンタンの冒険』との類似を比較評価された事を機に、原作の愛読者となった。当初秘書が購入した書籍がフランス語版であったため、スピルバーグは話の内容は分からないもののすぐにその絵の虜となった。一方、過去の実写映画及びアニメーションに対し否定的だった原作者のエルジェもスピルバーグのファンとなった。「Tintin: The Complete Companion」の著者マイケル・ファーは、エルジェは「タンタンを的確に映画に出来る人物はスピルバーグだけだと考えていた」と回顧している。
スピルバーグと共同企画者キャスリーン・ケネディ（アンブリン・エンターテインメント）は、『インディ・ジョーンズ/魔宮の伝説』撮影中の1983年にロンドンでエルジェと会う予定だった。エルジェはその週に亡くなったが、エルジェ夫人が彼らに映画化権を与えると決めた。1984年、3年間に渡る映画化計画とユニバーサル・ピクチャーズによる配給が決定した。
スピルバーグは『E.T.』のメリッサ・マシスンに脚本執筆を依頼した。その内容はタンタンがアフリカで象牙の密猟者と戦うというものだった。また、スピルバーグはタンタンを「子供の向けの『インディ・ジョーンズ』」であると見なし、ハドック船長役にジャック・ニコルソンを希望した。しかしスピルバーグは結局マシスンの脚本に満足がいかず、『インディ・ジョーンズ/最後の聖戦』の製作へ移り、映画化権はエルジェ財団に返上された。その後、ロマン・ポランスキーとクロード・ベリが映画化に興味を示し、ワーナー・ブラザースが財団と長期に渡り交渉を試みるが、スピルバーグに求めた「クリエイティヴな信頼」に欠くとして実現しなかった。2001年、スピルバーグはコンピュータアニメーションによる『タンタン』映像化への関心を明かし、翌2002年11月、彼のスタジオのドリームワークスは映画化権を再取得した。この時点でスピルバーグはプロデューサーに留まると述べていた。2004年にフランスの『キャピタル』誌はスピルバーグが『なぞのユニコーン号』と『レッド・ラッカムの宝』、『七つの水晶球』と『太陽の神殿』、『青い蓮』と『タンタン、チベットへ』（元々続き物ではないが、どちらもチャン・チョン・チェンが登場する）に基づく三部作を企画中であると報じた。この頃にはスピルバーグは実写による映画化の構想に立ち返り、WETAデジタルがCGによるスノーウィを作成可能か相談するためにピーター・ジャクソンに連絡を取った。
長年原作のファンであったジャクソンは『ロード・オブ・ザ・リング』、『キング・コング』でモーション・キャプチャ技術を用いた経験から、エルジェの描いたタンタンの世界を再現するには実写よりもモーションキャプチャが適していると提案した。2006年11月、ジェームズ・キャメロンが『アバター』の撮影に使用したロサンゼルスのプラヤビスタで1週間のテスト撮影が行われた。アンディ・サーキスがハドックを演じ、ピーター・ジャクソンがタンタンの代役を務め、その際ジェームズ・キャメロンとロバート・ゼメキスが見学に訪れた。フッテージはWETAデジタルに送られ、キャラクターが映像的に実現可能かを検証するために20分間のテスト映像が制作された。これまでフィルム撮影に拘り続けたスピルバーグは、これをアニメーションであるとみなしたためにデジタルで撮影するのも構わないと述べた。
スピルバーグとジャクソンは2007年5月に共同製作を発表したが、両者はそれぞれ『インディ・ジョーンズ/クリスタル・スカルの王国』と『ラブリーボーン』の撮影が控えていた。同年10月、スティーヴン・モファットが『タンタン』シリーズ2作品分に脚本家として契約を交わしたと発表された。モファットはスピルバーグに「執筆を熱望された」と語り、スタジオによる脚本への干渉を一切遮断する約束を取り付けた。モファットは初稿を書き上げたものの、第二稿完成前に脚本家組合ストライキに突入し、その後TVシリーズ『ドクター・フー』の製作総指揮に就いたため、未完のままプロジェクトを離脱せざるを得なかった（スピルバーグとジャクソンは同番組のファンであり、そのための離脱ならばと快諾している）。そのため、エドガー・ライトとジョー・コーニッシュがリライトを手掛けた。
2008年にもテスト撮影が行われたが、本撮影開始の約1か月前の2008年8月、ユニバーサルは、『モンスター・ハウス』や『ベオウルフ/呪われし勇者』の失敗を例に挙げ、通常監督に支払われる興行収益の利潤30％が2人分になる事を理由に出資を拒否し、本作のプロジェクトから外れた。既に企画段階で3000万ドルを出資していたパラマウントはユニバーサルの共同出資を望み、スピルバーグはパラマウントからの出資を募るために10分間のサンプル映像によるプレゼンを行い10月の撮影開始を目指したものの、監督2人への興行収益分配を放棄する条件を提示されたためにこれを拒否した。その後10月末までにソニーとの交渉が成功し、製作費出資と配給元が決定した。ソニーが出資するのはシリーズ第2作分のみであるが、ジャクソンは未だ第3作目製作の可能性を前向きに見ている。

### 撮影
撮影は2009年1月26日に始まり、公開が2010年から2011年に変更となった。2009年3月、32日間の撮影が終了した。また、ジャクソンは撮影の最初の一週間撮影に参加し、その後はiChatビデオ会議を介して監修した。サイモン・ペッグは「撮影中ジャクソンの声がスピーカー越しに神の声のように聞こえていたよ。」と語っている。撮影期間中、ギレルモ・デル・トロ、スティーブン・ダルドリー、デヴィッド・フィンチャーなど様々な監督達が現場を訪れた。スピルバーグは実写映画と変わらぬよう、カメラを動かし回った。
彼は「『タンタン』まで作ったあらゆる映画では、私は撮影時、観客と同じように二次元で画面を見るために片目を瞑っていた。『タンタン』では、両目を開く。」と語った。ポストプロダクションの間はジャクソンが実際にウェタ・デジタルを指示し、スピルバーグはそれをビデオ会議によって監督した。また、ジャクソンは彼自身が監督すると言われていた第2作目の企画も開始予定である。「携帯電話もテレビも、近代的な車もない。まさに時間の止まったヨーロッパだ。」とスピルバーグは述べた。また、撮影監督のヤヌス・カミンスキーはライティング担当としてウェタに従事し、映像に関してジャクソンは「フィルム・ノワール的で、雰囲気満点だ。」と語っている。7月中旬、スピルバーグは6週間の追加撮影を終えた。

## 公開

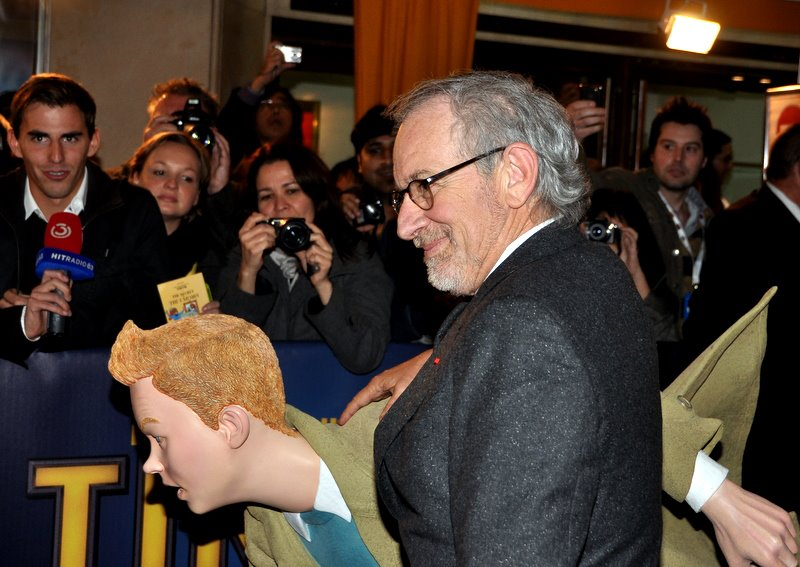
2011年10月22日、パリでのプレミア上映の際のスティーヴン・スピルバーグ。

最初のプレス・スクリーニングは2011年10月10日にベルギーで行われた。ワールド・プレミアは2011年10月22日にベルギーのブリュッセルで開催され、さらに同日にパリでも行われた。ソニーは2011年10月末から11月初頭にかけてヨーロッパ、ラテンアメリカ、インドで公開した。ケベック州では2011年12月9日より公開される。パラマウント映画はアジア、ニュージーランド、イギリス、その他英語圏で配給する。アメリカ合衆国では2011年12月23日に公開される予定である。スピルバーグは『タンタン』を常に成功させたヨーロッパからの口コミにより、『タンタン』に馴染みのないアメリカの観客をひきつけるのを期待した。日本では東宝東和の配給で12月1日より公開された。

### プロモーション
2010年8月にティーザーポスターとロゴが公開された。同年11月1日、『エンパイア』誌で映画の写真が初公開された。2011年5月16日、『エンパイア』誌でティーザーポスターが初公開され、また、iTunesにて予告編が公開された。同月19日には日本語版のポスターと予告が公開された。2011年7月12日、Weta公式サイト他で予告編第2弾が公開された。
日本では中田英寿が11月27日、都内で行われたベルギー大使館主催の、東日本大震災による被災地の中高生200人が招待されたチャリティ試写会に出席し、被災地にクリスマスプレゼントとして劇場鑑賞券2000枚をプレゼントすると発表。12月24日には、宮城・ワーナーマイカルシネマズ名取で行われた本作のクリスマスプレゼント・イベントにサプライズゲストとして登場した。

## 評価

### 興行収入
イギリス、フランス、ベルギーでは公開初日に約850万ドルを売り上げた。『タンタン』の原産国であるベルギーでは51万ドル、フランスでは他の水曜公開作よりも高い450万ドルを記録した。またフランスでは『ハリー・ポッターと死の秘宝 PART2』に次ぐ初日記録となっている。初週末までに21カ国で封切られ、5620万ドルを売り上げた。フランスとマグリブ（2100万ドル）、イギリスとアイルランドとマルタ（1090万ドル）、スペイン（667万ドル）ドイツ（480万ドル）など、多くの主要市場で第1位を獲得した。
インドでは2011年11月11日に封切られ、その後2週間の内に約243万ドルを売り上げ、同国でのスピルバーグ作品史上最高の出だしを記録した。また、アニメーション映画としては過去最高となる350プリント以上で公開された。

### 批評家の反応
2011年12月2日までにRotten Tomatoesでは164件の批評家レビューを集め、支持率は74%となっている。ベルギーの新聞『ル・ソワール』の映画評論家のダニエル・クブルールとニコラス・クロウセは本作を「グレート・ポピュラー・アドベンチャー・ムービー」と呼び、「（本作の）熱意と子供魂が率直に伝染する」と書いた。『フィガロ』では「アクション、ユーモア、サスペンスが詰め込まれた映画」であると賞賛された。『ハリウッド・リポーター』のジョーダン・ミンツァーは非常に肯定的であり、「監督の1980年代のアクション満載で皮肉なスワッシュバックラーに思い起こさせる古き良き昔ながらのアドベンチャー映画だ。スティーヴン・スピルバーグの『タンタンの冒険/ユニコーン号の秘密』は視覚的に見事な翻案である。」と記述した。

### 受賞歴
| 賞                                 | 部門                                   | 対象                                                             | 結果       |
| ---------------------------------- | -------------------------------------- | ---------------------------------------------------------------- | ---------- |
| アカデミー賞                       | 作曲賞                                 | ジョン・ウィリアムズ                                             | ノミネート |
| 英国アカデミー賞                   | 特殊視覚効果賞                         | ジョー・レッテリ                                                 | ノミネート |
| 英国アカデミー賞                   | アニメ映画賞                           | 『タンタンの冒険/ユニコーン号の秘密』                            | ノミネート |
| アニー賞                           | 長編アニメーション賞                   | 『タンタンの冒険/ユニコーン号の秘密』                            | ノミネート |
| アニー賞                           | 音楽賞                                 | ジョン・ウィリアムズ                                             | 受賞       |
| アニー賞                           | 視覚効果賞                             | Kevin Romond                                                     | 受賞       |
| アニー賞                           | 編集賞                                 | マイケル・カーン                                                 | ノミネート |
| アニー賞                           | 脚本賞                                 | スティーヴン・モファット/エドガー・ライト/ジョー・コーニッシュ   | ノミネート |
| クリティクス・チョイス・アワード   | アニメ映画賞                           | 『タンタンの冒険/ユニコーン号の秘密』                            | ノミネート |
| シカゴ映画批評家協会賞             | アニメ映画賞                           | 『タンタンの冒険/ユニコーン号の秘密』                            | ノミネート |
| ゴールデングローブ賞               | アニメ映画賞                           | 『タンタンの冒険/ユニコーン号の秘密』                            | 受賞       |
| ヒューストン映画批評家協会賞       | アニメ映画賞                           | 『タンタンの冒険/ユニコーン号の秘密』                            | ノミネート |
| ヒューストン映画批評家協会賞       | 作曲賞                                 | ジョン・ウィリアムズ                                             | ノミネート |
| IGN ベスト・オブ・2011             | アニメ映画賞                           | 『タンタンの冒険/ユニコーン号の秘密』                            | ノミネート |
| IGN ベスト・オブ・2011             | 映画男優賞                             | アンディ・サーキス（『猿の惑星: 創世記』に対しても）             | ノミネート |
| ロサンゼルス映画批評家協会賞       | アニメ映画賞                           | 『タンタンの冒険/ユニコーン号の秘密』                            | 次点       |
| オクラホマ映画批評家協会賞         | アニメ映画賞                           | 『タンタンの冒険/ユニコーン号の秘密』                            | 受賞       |
| サテライト賞                       | アニメーション・ミックスメディア映画賞 | 『タンタンの冒険/ユニコーン号の秘密』                            | 受賞       |
| サテライト賞                       | 脚色賞                                 | スティーヴン・モファット、エドガー・ライト、ジョー・コーニッシュ | ノミネート |
| セントルイス映画批評家協会賞       | アニメ映画賞                           | 『タンタンの冒険/ユニコーン号の秘密』                            | 受賞       |
| ワシントンD.C.映画批評家協会賞     | アニメ映画賞                           | 『タンタンの冒険/ユニコーン号の秘密』                            | ノミネート |
| ニューヨーク映画批評家オンライン賞 | アニメ映画賞                           | 『タンタンの冒険/ユニコーン号の秘密』                            | 受賞       |
| 東京アニメアワード2013             | 海外劇場映画部門 優秀作品賞            | 『タンタンの冒険/ユニコーン号の秘密』                            | 受賞       |

## コンピュータゲーム
本作をモチーフとしたニンテンドー3DS専用ソフトが、ユービーアイソフトから2012年1月12日に発売された。

## その他
- 水上飛行機の機体記号を確認するシーンで、タンタンはポルトガルのマークと言っているが実際にはポルトガルの機体記号は「CS」で機体に書かれていた「CN」はモロッコの機体記号である。（このシーンの原作である「金のはさみのカニ」では「モロッコの飛行機」と正しく言っている。）
- オープニングタイトルでサッカリンの子分に棒で殴打され落下していくシーンで原作のキャラや漫画のコマの一部（文はフランス語）が流れていく。